# Dave Benton
Dave Benton nome artístico de Efren Eugene Benita (Oranjestad, 31 de janeiro de 1951) é um cantor e músico pop estoniano de origem arubana vencedor do Festival Eurovisão da Canção 2001 cantando o tema Everybody.
Benton nasceu na ilha das Caraíbas de Aruba em 1951 e com 20 anos partiu para os Estados Unidos da América. Como baterista e membro de coros trabalhou com  The Drifters, Tom Jones , Billy Ocean, José Feliciano e os The Platters.
Enquanto vivia nos Países Baixos na década de 1980 ele conheceu a sua futura esposa a estoniana Maris num navio de cruzeiro e partiu para a Estónia em 1997. Ele teve uma carreira musical muito variada nos países do Norte da Europa. Atualmente vive na Estónia com a sua mulher e suas filhas (Sissi e Lisa). Participou na produção alemã do musical 'City Lights' e mais tarde substituiu Engelbert Humperdinck no tour australiano.
Benton publicou vários álbuns alguns dos quais na sua língua nativa o Papiamento, a sua carreira predominante é de artista e não cantor.
No Festival Eurovisão da Canção 2001 conseguiu uma vitória para a Estónia (país adotivo), cantando o tema Eveybody (Todos) juntamente com Tanel Padar e a banda 2XL. Tornou-se estoniano, graças ao casamento.